# Quedius brevicornis
Quedius brevicornis (лат.) — вид коротконадкрылых жуков рода Quedius из подсемейства Staphylininae (Staphylinidae). Центральная и Северная Европа (в том числе, Россия).

## Описание
Мелкие жуки с укороченными надкрыльями и удлиненным телом (9,0—14,0 мм). От близких видов отличается строением гениталий. Эдеагус: парамер с широкой и сильно двулопастной вершиной. Задняя лобная точка расположена на середине расстояния между задним краем глаза и затылочным гребнем. Голова и переднеспинка тёмно-коричневые до чёрного, надкрылья значительно бледнее, желтоватые до красноватого. Формула лапок 5-5-5. Голова округлая, более узкая, чем переднеспинка. Передняя часть тела (голова и пронотум) блестящая. Включён в состав подрода Microsaurus (по признаку выемчатого переднего края лабрума, пронотум с краевыми волосками, расположенными около пронотального края). Quedius brevicornis распространен по всей территории Центральной и Северной Европы, где он особенно обилен. В России довольно редок и известен только из европейской части. Обычно он обитает на обломках гниющей древесины и старых дуплистых деревьях. Он также был зарегистрирован из гнезд кротов.